# Guadeloupe Challenger 1989
Il Guadeloupe Challenger 1989 è stato un torneo di tennis facente parte della categoria ATP Challenger Series nell'ambito dell'ATP Challenger Series 1989. Il torneo si è giocato in Guadalupa in Francia dal 27 marzo al 2 aprile 1989 su campi in cemento.

## Vincitori

### Singolare
Guillaume Raoux ha battuto in finale  Yahiya Doumbia con il punteggio di 7–6, 4–6, 7–6

### Doppio
Gilad Bloom /  Brad Pearce hanno battuto in finale  Patrick Baur /  Christian Saceanu con il punteggio di 6–4, 6–2